# Cal State Los Angeles Golden Eagles
Cal State Los Angeles Golden Eagles, también conocidos como Cal State LA Golden Eagles, CSULA Golden Eagles o California State-Los Angeles Golden Eagles (español: las águilas reales de la Estatal de California, Los Ángeles) es el nombre de los equipos deportivos de la Universidad Estatal de California, Los Ángeles, situada en el este de Los Ángeles, California. Los equipos de los Golden Eagles participan en las competiciones universitarias organizadas por la NCAA, y forman parte desde 1974 de la CCAA.

## Programa deportivo
Los Golden Eagles compiten en 4 deportes masculinos y en otros 6 femeninos:
| - Masculino - Baloncesto - Fútbol - Béisbol - Atletismo | - Femenino - Baloncesto - Fútbol - Voleibol - Cross - Atletismo - Tenis |

## Instalaciones deportivas
- Eagle's Nest Arena es el pabellón donde disputan sus competiciones los equipos de baloncesto y voleibol. Tiene una capacidad para 3.400 espectadores. Albergó la competición de judo en los Juegos Olímpicos de Los Ángeles 1984.[1]

- Jesse Owens Track es el estadio donde disputan sus encuentros los equipos de fútbol y las competiciones de atletismo. Tiene una capacidad para 5.000 espectadores y fue inaugurado en 1982.[1]